# Gomphichis goodyeroides
Gomphichis goodyeroides – gatunek naziemnych bylin z rodziny storczykowatych (Orchidaceae) występujących w Ameryce Południowej w Kolumbii, Ekwadorze i Peru. Rośnie głównie w wilgotnych lasach równikowych.
Liście asymilacyjne odziomkowe, lancetowate, zaostrzone. Kwiatostan rozwija się na wzniesionym pędzie otulonym kilkoma łuskowatymi, pochwiastymi liśćmi. Kwiatostan jest gęsty, z licznymi drobnymi kwiatami (ok. 2 mm długości) i owłosionymi przysadkami

## Systematyka
Gatunek typowy rodzaju Gomphichis klasyfikowanego do plemienia Cranichidinae w podrodzinie storczykowych (Orchidoideae), rodzina storczykowate (Orchidaceae).